# Canton de Sarzeau
Le canton de Sarzeau est une ancienne division administrative française, située dans le département du Morbihan et la région Bretagne.

## Composition
Le canton de Sarzeau regroupait les communes suivantes :
| Nom                   | Code Insee | Intercommunalité                            | Superficie (km2) | Population (dernière pop. légale) | Densité (hab./km2) |
| --------------------- | ---------- | ------------------------------------------- | ---------------- | --------------------------------- | ------------------ |
| Sarzeau (chef-lieu)   | 56240      | CA Golfe du Morbihan - Vannes Agglomération | 60,23            | 7 802 (2014)                      | 130                |
| Arzon                 | 56005      | CA Golfe du Morbihan - Vannes Agglomération | 8,93             | 2 101 (2014)                      | 235                |
| Saint-Armel           | 56205      | CA Golfe du Morbihan - Vannes Agglomération | 7,95             | 897 (2014)                        | 113                |
| Saint-Gildas-de-Rhuys | 56214      | CA Golfe du Morbihan - Vannes Agglomération | 15,28            | 1 690 (2014)                      | 111                |
| Le Tour-du-Parc       | 56252      | CA Golfe du Morbihan - Vannes Agglomération | 9,30             | 1 221 (2014)                      | 131                |

## Représentation

### Conseillers généraux de 1833 à 2015
| Période       | Période          | Identité                                | Étiquette              | Qualité |
| ------------- | ---------------- | --------------------------------------- | ---------------------- | --- |
| 1833          | 1836             | Emmanuel Thomas-Ducordic                | Conservateur           | Avocat, Sous-Préfet Ancien Président du Conseil Général Commandant de la Garde Nationale, Vice-Président du Tribunal civil Député (1831-1834) Conseiller municipal de Vannes |
| 1836          | 1848             | Comte Gabriel de Francheville           | Majorité ministérielle | Colonel d'infanterie en disponibilité à Sarzeau Ancien député (1830-1831) |
| 1848          | 1852             | Jean-Louis Le Quellec                   |                        | Juge de paix et percepteur à Sarzeau |
| 1852          | 1871             | Comte Amédée de Francheville du Pélinec |                        | Maire de Sarzeau |
| 1871          | 1872 (démission) | Saturnin Lallys                         |                        | Propriétaire, maire de Sarzeau |
| 1872          | 1883             | Gaston René Pozzy                       | Droite                 | Minotier et propriétaire à Sarzeau |
| 1883          | 1889             | Ferdinand Bourdet                       | Républicain            | Docteur-médecin à Sarzeau |
| 1889          | 1893 (démission) | Pierre-Marie Le Hécho                   |                        | Maire de Saint-Gildas |
| 1893          | 1898 (décès)     | Aimé Passillé                           | Républicain            | Médecin à Sarzeau |
| 1898          | 1901             | Barthélemy Le Gallais                   | Droite catholique      | Négociant, maire de Sarzeau |
| 1901          | 1907             | Henry Le Même                           | Républicain            | Docteur en médecine à Sarzeau |
| 1907          | 1914 (décès)     | Jean-Marie Javouray                     | Libéral                | Négociant à Sarzeau |
| 1914          | 1925             | Elie de Langlais (1880-1951)            | Conservateur           | Propriétaire - Maire de Sarzeau |
| 1925          | 1937             | Célestin Bourcy (1872-1942)             | Rad.                   | Ancien directeur d'école à Sarzeau |
| 1937          | 1938 (décès)     | François Illiaquer                      | RG                     | Inspecteur de l'Assistance publique en retraite |
| 1938          | 1940             | André Nizery (1877-1941)                | FR                     | Ingénieur du Génie Maritime, Sarzeau Directeur des Chargeurs Réunis |
|               |                  |                                         |                        | |
| 1943          | 1945             | Élie de Langlais (1880-1951)            |                        | Maire de Sarzeau Nommé conseiller départemental en 1943 |
|               |                  |                                         |                        | |
| 1945          | 1949             | Élie de Langlais (1880-1951)            | DVD                    | Propriétaire Maire de Sarzeau |
| 1949          | 1953 (décès)     | Henri de Maluquer                       | RPF puis CNIP          | Ostréiculteur Maire du Tour-du-Parc puis de Sarzeau |
| 12 avril 1953 | 1998             | Raymond Marcellin                       | CNIP puis RI puis UDF  | Avocat - Député et Sénateur du Morbihan Président du Conseil général du Morbihan (1964-1998) Membre de plusieurs gouvernements (entre 1948 et 1974)                          |
| 1998          | 2004             | Henri Bénéat                            | DVD                    | Chef d'entreprise Maire de Sarzeau (2001-2008) |
| 2004          | 2011             | Yves Borius                             | DVD                    | Chargé de mission - Maire de Sarzeau (1989-2001) |
| 2011          | 2015             | David Lappartient                       | UMP                    | Maire de Sarzeau, président de la Fédération française de cyclisme |

Un nouveau découpage territorial du Morbihan entre en vigueur à l'occasion des élections départementales de 2015. Il est défini par le décret du 21 février 2014, en application des lois du 17 mai 2013 (loi organique 2013-402 et loi 2013-403).

En vertu de ce nouveau découpage, le canton de Sarzeau fusionne avec celui de Vannes-Est (à l'exception de la commune de Saint-Avé et d'une fraction de la commune de Vannes) pour former le nouveau canton de Séné, dont le bureau centralisateur est situé à Séné.

### Conseillers d'arrondissement (de 1833 à 1940)
| Période | Période | Identité                   | Étiquette    | Qualité |
| ------- | ------- | -------------------------- | ------------ | --- |
| 1833    | 1839    | Louis Vincent Caissac      |              | Maire de Sarzeau                                                                                            |
|         |         |                            |              | |
| 1877    | 1892    | François-Marie Le Vaillant |              | Maire du Tour-du-Parc                                                                                       |
| 1892    | 1910    | Charles Mahéo              | Conservateur | |
| 1910    | 1922    | Vincent Le Callonnec       | Radical      | Gendarme en retraite, conseiller municipal de Sarzeau                                                       |
| 1922    | 1925    | Célestin Bourcy            | Radical      | Directeur d'école à Sarzeau                                                                                 |
| 1925    | 1934    | Joseph Menais              | RG           | Négociant à Vannes                                                                                          |
| 1934    | 1940    | Ange Dréan                 | URD          | Cultivateur, adjoint au maire de Penvins                                                                    |
| 1940    |         |                            |              | Les conseils d'arrondissement ont été suspendus par la loi du 12 octobre 1940 et n'ont jamais été réactivés |

## Démographie
| 1962  | 1968  | 1975  | 1982  | 1990  | 1999   | 2006   | 2011   | 2012   |
| ----- | ----- | ----- | ----- | ----- | ------ | ------ | ------ | ------ |
| 6 815 | 6 667 | 7 272 | 7 988 | 9 200 | 11 083 | 12 712 | 13 453 | 13 522 |